# 14e étape du Tour de France 2004
La 14e étape du Tour de France 2004 s'est déroulée le 18 juillet 2004 sur 200 kilomètres entre Carcassonne et Nîmes. L'Espagnol Aitor González s'est imposé devant ses compagnons d'échappée.

## Classement de l'étape
| \| Classement de l'étape \| Classement de l'étape \| Classement de l'étape \| Classement de l'étape \| Classement de l'étape \| \| Coureur \| Coureur \| Pays \| Équipe \| Temps \| \| --------------------- \| ------------------------- \| --------------------- \| ---------------------- \| --------------------- \| \| 1er \| Aitor González \| Espagne \| Fassa Bortolo \| 4 h 18 min 32 s \| \| 2e \| Nicolas Jalabert \| France \| Phonak Hearing Systems \| + 25 s \| \| 3e \| Christophe Mengin \| France \| Fdjeux.com \| + 25 s \| \| 4e \| Pierrick Fédrigo \| France \| Crédit Agricole \| + 29 s \| \| 5e \| Peter Wrolich \| Autriche \| Gerolsteiner \| + 31 s \| \| 6e \| Marc Lotz \| Pays-Bas \| Rabobank \| + 31 s \| \| 7e \| Igor González de Galdeano \| Espagne \| Liberty Seguros \| + 31 s \| \| 8e \| Santiago Botero \| Colombie \| T-Mobile \| + 37 s \| \| 9e \| Íñigo Landaluze \| Espagne \| Euskaltel-Euskadi \| + 41 s \| \| 10e \| Egoi Martínez \| Espagne \| Euskaltel-Euskadi \| + 43 s \| |                           |          |                        |                 |
| |                           |          |                        |                 |
| |                           |          |                        |                 |
| Classement de l'étape |                           |          |                        |                 |
| Coureur | Coureur                   | Pays     | Équipe                 | Temps           |
| 1er | Aitor González            | Espagne  | Fassa Bortolo          | 4 h 18 min 32 s |
| 2e | Nicolas Jalabert          | France   | Phonak Hearing Systems | + 25 s          |
| 3e | Christophe Mengin         | France   | Fdjeux.com             | + 25 s          |
| 4e | Pierrick Fédrigo          | France   | Crédit Agricole        | + 29 s          |
| 5e | Peter Wrolich             | Autriche | Gerolsteiner           | + 31 s          |
| 6e | Marc Lotz                 | Pays-Bas | Rabobank               | + 31 s          |
| 7e | Igor González de Galdeano | Espagne  | Liberty Seguros        | + 31 s          |
| 8e | Santiago Botero           | Colombie | T-Mobile               | + 37 s          |
| 9e | Íñigo Landaluze           | Espagne  | Euskaltel-Euskadi      | + 41 s          |
| 10e | Egoi Martínez             | Espagne  | Euskaltel-Euskadi      | + 43 s          |

## Classement général
| \| Classement général \| Classement général \| Classement général \| Classement général \| Classement général \| \| Coureur \| Coureur \| Pays \| Équipe \| Temps \| \| ------------------ \| ------------------ \| ------------------ \| ----------------------------- \| ------------------ \| \| 1er \| Thomas Voeckler \| France \| Brioches La Boulangère \| 62 h 33 min 11 s \| \| 2e \| Lance Armstrong \| États-Unis \| US Postal Service-Berry Floor \| DQ \| \| 3e \| Ivan Basso \| Italie \| CSC \| + 1 min 39 s \| \| 4e \| Andreas Klöden \| Allemagne \| T-Mobile \| + 3 min 18 s \| \| 5e \| Francisco Mancebo \| Espagne \| Illes Balears-Banesto \| + 3 min 28 s \| \| 6e \| Georg Totschnig \| Autriche \| Gerolsteiner \| + 6 min 08 s \| \| 7e \| José Azevedo \| Portugal \| US Postal Service-Berry Floor \| + 6 min 43 s \| \| 8e \| Jan Ullrich \| Allemagne \| T-Mobile \| + 7 min 01 s \| \| 9e \| Pietro Caucchioli \| Italie \| Alessio-Bianchi \| + 7 min 59 s \| \| 10e \| Sandy Casar \| France \| Fdjeux.com \| + 8 min 29 s \| |                   |            |                               |                  |
| |                   |            |                               |                  |
| |                   |            |                               |                  |
| Classement général |                   |            |                               |                  |
| Coureur | Coureur           | Pays       | Équipe                        | Temps            |
| 1er | Thomas Voeckler   | France     | Brioches La Boulangère        | 62 h 33 min 11 s |
| 2e | Lance Armstrong   | États-Unis | US Postal Service-Berry Floor | DQ               |
| 3e | Ivan Basso        | Italie     | CSC                           | + 1 min 39 s     |
| 4e | Andreas Klöden    | Allemagne  | T-Mobile                      | + 3 min 18 s     |
| 5e | Francisco Mancebo | Espagne    | Illes Balears-Banesto         | + 3 min 28 s     |
| 6e | Georg Totschnig   | Autriche   | Gerolsteiner                  | + 6 min 08 s     |
| 7e | José Azevedo      | Portugal   | US Postal Service-Berry Floor | + 6 min 43 s     |
| 8e | Jan Ullrich       | Allemagne  | T-Mobile                      | + 7 min 01 s     |
| 9e | Pietro Caucchioli | Italie     | Alessio-Bianchi               | + 7 min 59 s     |
| 10e | Sandy Casar       | France     | Fdjeux.com                    | + 8 min 29 s     |

## Classements annexes
| Classement par points | Classement par points | Classement par points | Classement par points           | Classement par points |
| Coureur               | Coureur               | Pays                  | Équipe                          | Points                |
| --------------------- | --------------------- | --------------------- | ------------------------------- | --------------------- |
| 1er                   | Robbie McEwen         | Australie             | Lotto-Domo                      | 225 pts               |
| 3e                    | Erik Zabel            | Allemagne             | T-Mobile                        | 212 pts               |
| 3e                    | Thor Hushovd          | Norvège               | Crédit Agricole                 | 209 pts               |
| 4e                    | Stuart O'Grady        | Australie             | Cofidis-Le Crédit par Téléphone | 198 pts               |
| 5e                    | Danilo Hondo          | Allemagne             | Gerolsteiner                    | 189 pts               |

| Classement par points | Classement par points | Classement par points | Classement par points           | Classement par points |
| Coureur               | Coureur               | Pays                  | Équipe                          | Points                |
| --------------------- | --------------------- | --------------------- | ------------------------------- | --------------------- |
| 1er                   | Robbie McEwen         | Australie             | Lotto-Domo                      | 225 pts               |
| 3e                    | Erik Zabel            | Allemagne             | T-Mobile                        | 212 pts               |
| 3e                    | Thor Hushovd          | Norvège               | Crédit Agricole                 | 209 pts               |
| 4e                    | Stuart O'Grady        | Australie             | Cofidis-Le Crédit par Téléphone | 198 pts               |
| 5e                    | Danilo Hondo          | Allemagne             | Gerolsteiner                    | 189 pts               |

| Classement de la montagne | Classement de la montagne | Classement de la montagne | Classement de la montagne     | Classement de la montagne |
| Coureur                   | Coureur                   | Pays                      | Équipe                        | Points                    |
| ------------------------- | ------------------------- | ------------------------- | ----------------------------- | ------------------------- |
| 1er                       | Richard Virenque          | France                    | Quick Step-Davitamon          | 128 pts                   |
| 2e                        | Christophe Moreau         | France                    | Crédit Agricole               | 78 pts                    |
| 3e                        | Francisco Mancebo         | Espagne                   | Illes Balears-Banesto         | 77 pts                    |
| 4e                        | Lance Armstrong           | États-Unis                | US Postal Service-Berry Floor | DQ                        |
| 5e                        | Michael Rasmussen         | Danemark                  | Rabobank                      | 72 pts                    |

| Classement de la montagne | Classement de la montagne | Classement de la montagne | Classement de la montagne     | Classement de la montagne |
| Coureur                   | Coureur                   | Pays                      | Équipe                        | Points                    |
| ------------------------- | ------------------------- | ------------------------- | ----------------------------- | ------------------------- |
| 1er                       | Richard Virenque          | France                    | Quick Step-Davitamon          | 128 pts                   |
| 2e                        | Christophe Moreau         | France                    | Crédit Agricole               | 78 pts                    |
| 3e                        | Francisco Mancebo         | Espagne                   | Illes Balears-Banesto         | 77 pts                    |
| 4e                        | Lance Armstrong           | États-Unis                | US Postal Service-Berry Floor | DQ                        |
| 5e                        | Michael Rasmussen         | Danemark                  | Rabobank                      | 72 pts                    |

| Classement du meilleur jeune | Classement du meilleur jeune | Classement du meilleur jeune | Classement du meilleur jeune | Classement du meilleur jeune |
| Coureur                      | Coureur                      | Pays                         | Équipe                       | Temps                        |
| ---------------------------- | ---------------------------- | ---------------------------- | ---------------------------- | ---------------------------- |
| 1er                          | Thomas Voeckler              | France                       | Brioches La Boulangère       | 62 h 33 min 11 s             |
| 2e                           | Sandy Casar                  | France                       | Fdjeux.com                   | + 6 min 49 s                 |
| 3e                           | Vladimir Karpets             | Russie                       | Illes Balears-Banesto        | + 14 min 05 s                |
| 4e                           | Michele Scarponi             | Italie                       | Domina Vacanze               | + 14 min 22 s                |
| 5e                           | Jérôme Pineau                | France                       | Brioches La Boulangère       | + 14 min 48 s                |

| Classement du meilleur jeune | Classement du meilleur jeune | Classement du meilleur jeune | Classement du meilleur jeune | Classement du meilleur jeune |
| Coureur                      | Coureur                      | Pays                         | Équipe                       | Temps                        |
| ---------------------------- | ---------------------------- | ---------------------------- | ---------------------------- | ---------------------------- |
| 1er                          | Thomas Voeckler              | France                       | Brioches La Boulangère       | 62 h 33 min 11 s             |
| 2e                           | Sandy Casar                  | France                       | Fdjeux.com                   | + 6 min 49 s                 |
| 3e                           | Vladimir Karpets             | Russie                       | Illes Balears-Banesto        | + 14 min 05 s                |
| 4e                           | Michele Scarponi             | Italie                       | Domina Vacanze               | + 14 min 22 s                |
| 5e                           | Jérôme Pineau                | France                       | Brioches La Boulangère       | + 14 min 48 s                |

| Classement par équipes | Classement par équipes        | Classement par équipes | Classement par équipes |
| Équipe                 | Équipe                        | Pays                   | Temps                  |
| ---------------------- | ----------------------------- | ---------------------- | ---------------------- |
| 1re                    | T-Mobile                      | Allemagne              |                        |
| 2e                     | CSC                           | Danemark               | + 5 min 28 s           |
| 3e                     | US Postal Service-Berry Floor | États-Unis             | + 11 min 20 s          |
| 4e                     | Phonak Hearing Systems        | Suisse                 | + 15 min 01 s          |
| 5e                     | Brioches La Boulangère        | France                 | + 17 min 21 s          |

| Classement par équipes | Classement par équipes        | Classement par équipes | Classement par équipes |
| Équipe                 | Équipe                        | Pays                   | Temps                  |
| ---------------------- | ----------------------------- | ---------------------- | ---------------------- |
| 1re                    | T-Mobile                      | Allemagne              |                        |
| 2e                     | CSC                           | Danemark               | + 5 min 28 s           |
| 3e                     | US Postal Service-Berry Floor | États-Unis             | + 11 min 20 s          |
| 4e                     | Phonak Hearing Systems        | Suisse                 | + 15 min 01 s          |
| 5e                     | Brioches La Boulangère        | France                 | + 17 min 21 s          |